# (7,3,1)-Blockplan
Der (7,3,1)-Blockplan ist ein spezieller symmetrischer Blockplan. Um ihn konstruieren zu können, musste dieses kombinatorische Problem gelöst werden: Eine leere 7×7-Matrix wurde so mit Einsen gefüllt, dass jede Zeile der Matrix genau 3 Einsen enthält und je zwei beliebige Zeilen genau 1 Eins in der gleichen Spalte besitzen (nicht mehr und nicht weniger). Das klingt relativ einfach, ist aber nicht trivial zu lösen. Es gibt nur gewisse Kombinationen von Parametern (wie hier v = 7, k = 3, λ = 1), für die eine solche Konstruktion überhaupt machbar ist. In dieser Übersicht sind die kleinsten solcher (v,k,λ) aufgeführt.

## Bezeichnung
Dieser symmetrische 2-(7,3,1)-Blockplan wird Fano-Ebene, Projektive Ebene oder Desarguessche Ebene der Ordnung 2 genannt. Er ist der einzige Hadamard-Blockplan der Ordnung 2 und damit der kleinstmögliche Hadamard-Blockplan.

## Eigenschaften
Dieser symmetrische Blockplan hat die Parameter v = 7, k = 3, λ = 1 und damit folgende Eigenschaften:
- Er besteht aus 7 Blöcken und 7 Punkten.
- Jeder Block enthält genau 3 Punkte.
- Je 2 Blöcke schneiden sich in genau 1 Punkt.
- Jeder Punkt liegt auf genau 3 Blöcken.
- Je 2 Punkte sind durch genau 1 Block verbunden.

## Existenz und Charakterisierung
Es existiert (bis auf Isomorphie) genau ein 2-(7,3,1)-Blockplan. Er ist selbstdual und hat die Signatur 7·16. Er enthält 7 Ovale der Ordnung 4.

## Liste der Blöcke
Hier sind alle Blöcke dieses Blockplans aufgelistet; zum Verständnis dieser Liste siehe diese Veranschaulichung
```
  1   2   3
  1   4   5
  1   6   7
  2   4   6
  2   5   7
  3   4   7
  3   5   6
```

## Inzidenzmatrix
Dies ist eine Darstellung der Inzidenzmatrix dieses Blockplans; zum Verständnis dieser Matrix siehe diese Veranschaulichung
```
O O O . . . .
O . . O O . .
O . . . . O O
. O . O . O .
. O . . O . O
. . O O . . O
. . O . O O .
```

## Zyklische Darstellung
Es existiert eine zyklische Darstellung (Singer-Zyklus) dieses Blockplans, sie ist isomorph zur obigen Liste der Blöcke. Ausgehend von dem dargestellten Block erhält man die restlichen Blöcke des Blockplans durch zyklische Permutation der in ihm enthaltenen Punkte.
```
  1   2   4
```

## Oval
Ein Oval des Blockplans ist eine Menge seiner Punkte, von welcher keine drei auf einem Block liegen. Hier sind alle 7 Ovale maximaler Ordnung dieses Blockplans (in jeder Zeile ist ein Oval durch die Menge seiner Punkte dargestellt):
```
  1   2   4   7   
  1   2   5   6  
  1   3   4   6  
  1   3   5   7  
  2   3   4   5   
  2   3   6   7  
  4   5   6   7
```